# New Virginia, Iowa
New Virginia là một thành phố thuộc quận Warren, tiểu bang Iowa, Hoa Kỳ. Năm 2010, dân số của thành phố này là 489 người.

## Dân số
Dân số qua các năm:
- Năm 2000: 469 người.
- Năm 2010: 489 người.